# زوئیکی ۱۸۰۳
سیارک ۱۸۰۳ (به انگلیسی: 1803 Zwicky، نامگذاری:1967CA) هزار و هشتصد و سومین سیارک کشف شده‌است که در ۶ فوریه ۱۹۶۷ کشف شد.
قدر مطلق سیارک برابر ۱۲٫۰۰ است.